# Hakea drupacea
Hakea drupacea är en tvåhjärtbladig växtart som beskrevs av Robert Brown. Hakea drupacea ingår i släktet Hakea och familjen Proteaväxter. Inga underarter finns listade i Catalogue of Life.

## Utseende
Växten är väl förgrenad och växer som en upprätt buske eller ett mindre träd. Den blir mellan en och fyra meter hög. Bladen är enkla eller förgrenade, 3 - 13 cm långa och 1 - 1,6 mm breda och böjliga. Blomställningen har mellan 46 och 84 ljust rosa blommor som senare vitnar där vardera blomma är 4,5 - 12 mm långa med vita eller ljusbruna hår. Frukten är svart och avlång, mellan 2 och 2,5 cm lång och 1,6-1,9 cm bred. Fröet är ovalt eller elliptiskt och mellan 16 och 20mm långt.

## Distribution
Växten finns naturligt från Albany till Point Malcom i sydvästra Australien, samt på öarna i Recherche. Den har introducerats i Sydafrika och andra delar av södra Australien. Växten växer vanligen på sluttningar med berggrund med granit eller mer sällan kvarts eller kalksten samt på slättland med hed- eller busklandskap och är också en ovanligare undervegetation i Eucalyptusskogar.

## Etymologi
Det vetenskapliga namnet drupacea har den fått från latinets drupaceus vilket betyder lik en stenfrukt.

## Bilder

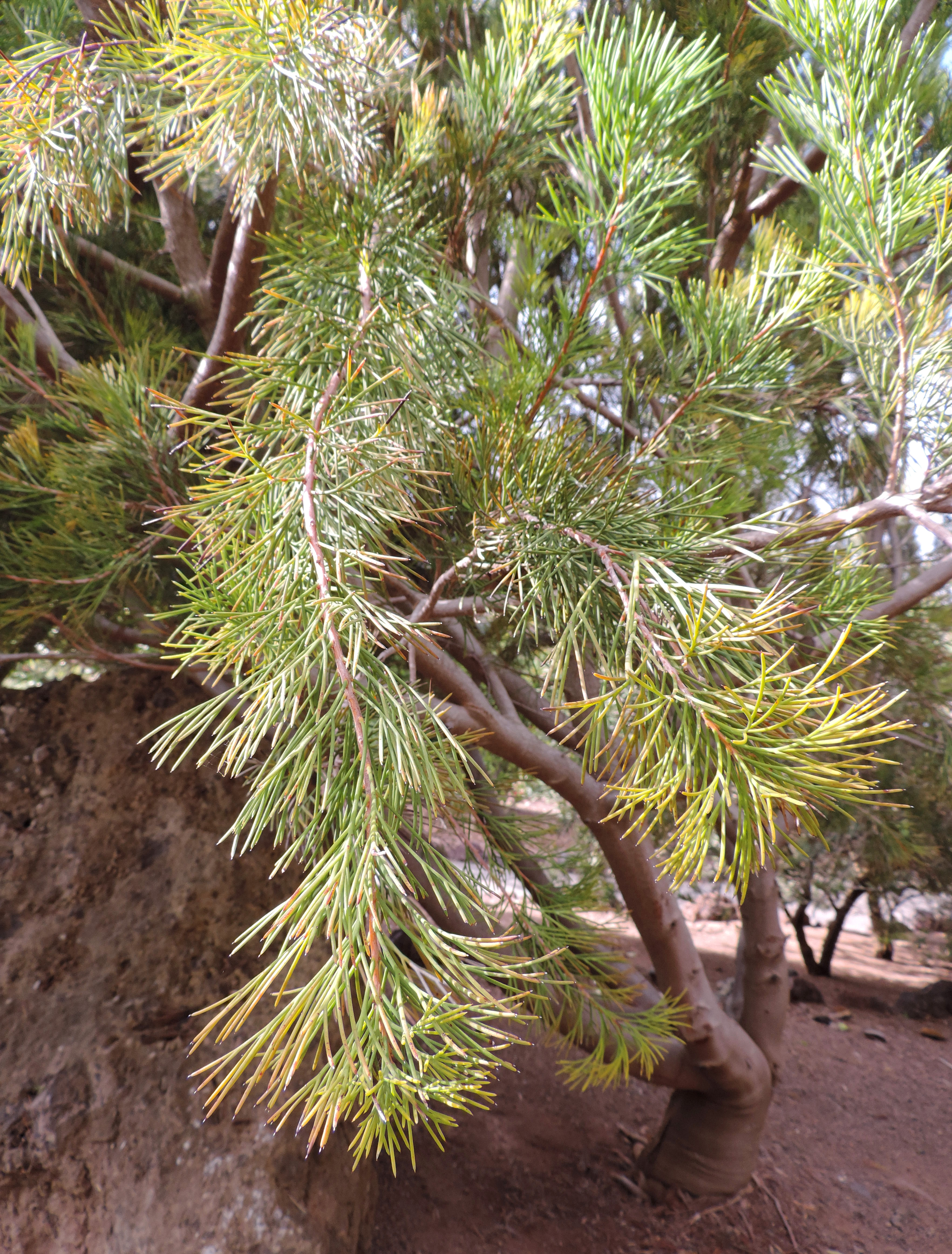
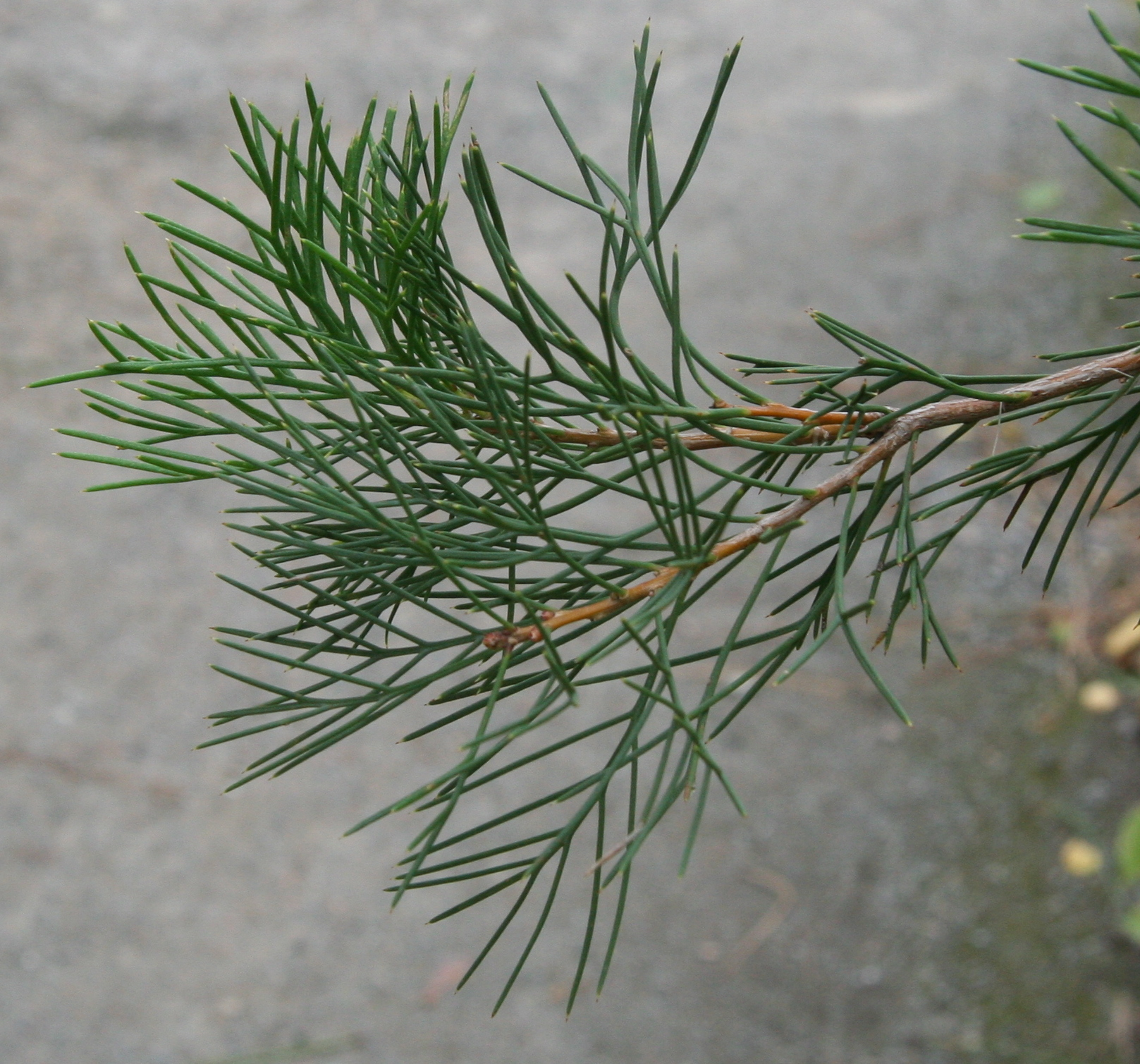
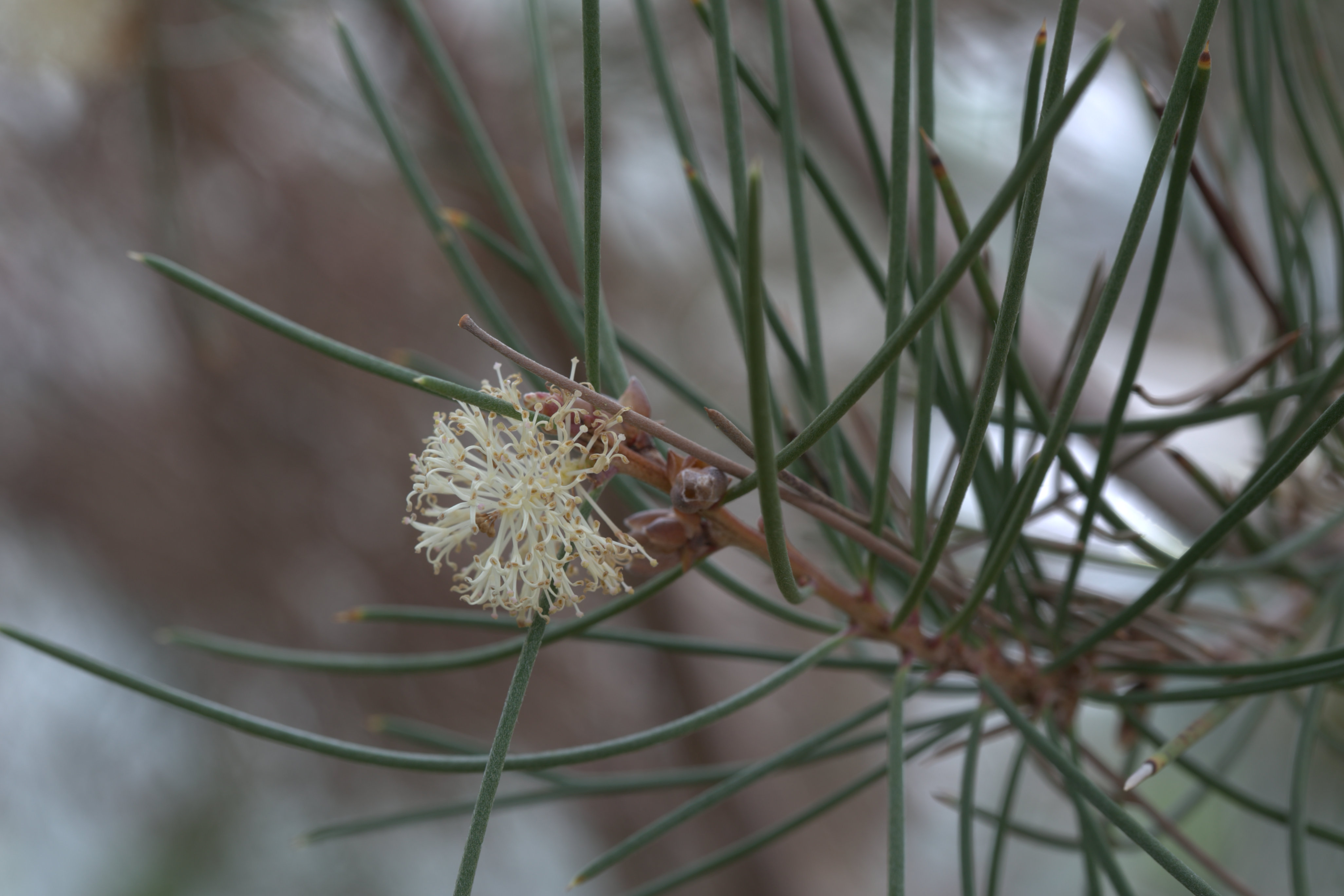